# Phylloclusia lanceola
Phylloclusia lanceola är en tvåvingeart som beskrevs av Lonsdale och Marshall 2007. Phylloclusia lanceola ingår i släktet Phylloclusia och familjen träflugor.
Artens utbredningsområde är Sri Lanka. Inga underarter finns listade i Catalogue of Life.